# Ancistrocarpus
- Commons
- Wikispecies

Ancistrocarpus Oliv. é um género botânico pertencente à família Malvaceae.

## Sinonímia
- Acrosepalum Pierre

## Espécies
| - Ancistrocarpus bequaerti - Ancistrocarpus brevispinosus - Ancistrocarpus comperei - Ancistrocarpus densispinosus - Ancistrocarpus wellensi |